# Nordstrand
La península de Nordstrand (en frisón septentrional: di Ströön) es una península alemana, en el distrito de Frisia Septentrional, en el estado de Schleswig-Holstein. Se encuentra en a la costa del mar del Norte.